# Vlag van Niedorp

Vlag van de gemeente Niedorp
(1992-2012)

Vlag van de gemeente Niedorp
(na 1970-1992)

De vlag van Niedorp is op 17 december 1992 vastgesteld als de gemeentelijke vlag van de Noord-Hollandse gemeente Niedorp, naar aanleiding van een fusie met de gemeente Barsingerhorn. De vlag kan als volgt worden beschreven:
Op een gele broek van 1/3 van de vlaglengte een rode onthoofde klimmende leeuw met blauwe nagels, met uit de nek drie omhoog spuitende slagaders; de leeuw heeft een hoogte van 4/5 van de vlaghoogte; de vlucht zwart, beladen met een horizontale band van 1/3 van de vlaghoogte, gelozanjeerd van drie horizontale rijen van blauw en wit; het onderste deel beladen met een wit zwaard met geel gevest, het gevest aan de hijszijde geplaatst.
Het ontwerp was afkomstig van  A. Wit van de Stichting Historisch Niedorp, en was gebaseerd op het gemeentewapen van 1990.
Het gemeentelijk dundoek bleef tot 1 januari 2012 in gebruik, op die dag is de gemeente opgegaan in de nieuw opgerichte gemeente Hollands Kroon.

## Voorgaande vlag
Een eerdere vlag werd op onbekende datum tussen 1971 en 1990 vastgesteld. Deze kan als volgt worden beschreven:
Twee horizontale banen van geel en zwart, de gele baan beladen met eenrode onthoofde klimmende leeuw met blauwe nagels, met uit de nek drie omhoog spuitende slagaders; de zwarte baan beladen met wit zwaard met geel gevest, het gevest aan de hijszijde geplaatst.
De kleuren en het ontwerp van de vlag waren ontleend aan het gemeentewapen uit 1971.

### Verwante afbeeldingen

Wapen van Niedorp (1990)
Wapen van Niedorp (1971)
Wapen van Barsingerhorn (1971)

Akersloot
· Andijk
· Anna Paulowna 
· Assendelft 
· Beemster 
· Bennebroek 
· Blokker 
· Broek in Waterland 
· Bussum 
· Callantsoog 
· Edam 
· Egmond 
· Egmond aan Zee 
· Egmond-Binnen 
· Graft-De Rijp 
· 's-Graveland 
· Haarlemmerliede en Spaarnwoude 
· Harenkarspel 
· Heerhugowaard 
· Hensbroek 
· Hoogwoud 
· Ilpendam 
· Jisp 
· Krommenie 
· Langedijk 
· Limmen 
· Marken 
· Midwoud 
· Monnickendam 
· Muiden 
· Naarden 
· Nederhorst den Berg 
· Nibbixwoud 
· Niedorp 
· Noorder-Koggenland 
· Obdam 
· Opperdoes 
· Schermer 
· Schermerhorn 
· Schoorl 
· Sint Maarten 
· Terschelling 
· Terschelling en Vlieland 
· Twisk 
· Venhuizen 
· Vlieland 
· Warmenhuizen
· Weesp
· Wervershoof 
· Wester-Koggenland 
· Westwoud 
· Westzaan 
· Wieringen 
· Wieringermeer 
· Wijdewormer 
· Wognum 
· Wormer 
· Wormerveer 
· Zaandam 
· Zaandijk 
· Zeevang 
· Zijpe